# Charger (chanson)
Clip vidéo
[vidéo] « Charger », sur YouTube
Charger est une chanson du groupe de musique Triangle des bermudes, sorti en 2025, issue de l'EP Franchement !.

## Historique
Le titre sort le 14 février 2025.
Le 15 et 16 juillet 2025, le titre est joué lors de la première partie de DJ Mustard lors du concert de Kendrick Lamar et SZA à Paris.

## Clip
Le clip est inspiré de Call of Duty. Début juillet 2025, le titre cumule plus de 2 millions de vues sur YouTube.

## Formation
- Kokosvoice, Mauvais djo, MC YOSHI, Triangle des bermudes – chant
- Carlos Monsta, Joel Raul Marcolino, Loick Mangala, Nicolas Mukendi – écriture

## Accueil commercial
Le titre connaît un succès mainstream plusieurs mois après sa sortie lors de la fête de la musique. Il est également joué pendant les festivals d'été 2025. Il est repris par la police belge, qui danse dessus, ainsi que par l’armée de terre sur les réseaux sociaux à l’occasion du défilé du 14 juillet 2025.
Mi-juillet 2025, le titre est écouté plus de 9 millions de fois sur Spotify.

## Classements et certifications

### Classements hebdomadaires
Le titre rentre dans le classement top singles la semaine du 14 juillet 2025 à la 42ème position.
| Classements (2025)                      | Meilleure position |
| --------------------------------------- | ------------------ |
| France (SNEP)                           | 2                  |
| Belgique (Wallonie Ultratop 50 Singles) | 5                  |
| Suisse (Schweizer Hitparade)            | 33                 |

### Certification
| Région | Certification | Ventes/Streams |
| --- | ------------- | -------------- |
| France (SNEP)                                                                                             | Or            | 15 000 000*    |
| *Ventes selon la certification xNon précisé par la certification ‡ventes/streaming selon la certification |               |                |